# Mikola Sándor-díj
A Mikola Sándor-díj az Eötvös Loránd Fizikai Társulat (ELFT) által 1961-ben alapított díj, rövidebb elnevezéssel Mikola-díj. A díj névadója Mikola Sándor (1871–1945), aki a Budapesti Evangélikus Gimnázium (más néven Fasori Gimnázium) fizikatanára volt.
„Az oktatómunka területén elért kiemelkedő eredmények elismeréseként a Társulat Mikola Sándor-díjban részesíti azt az általános, vagy középiskolai tanár tagját, aki a kísérletezésen alapuló iskolai fizikatanításban a korszerű módszerek alkalmazásában vagy az ilyen tanítást elősegítő tevékenységben kiváló eredményt ért el.”
A jelenlegi szabályozás szerint évente legfeljebb két Mikola-díj osztható ki, ezek egyikét egy általános iskolai, a másikat egy középiskolai fizikatanár kapja. A díjakat minden évben az országos fizikatanári ankétokon adják át. Az első Mikola-díjas fizikatanár Vermes Miklós (1905–1990) volt 1961-ben.

## Díjazottak
| 1961 | Vermes Miklós          |                        |                         |                |
| 1962 | Bodócs István          |                        |                         |                |
| 1963 | Levius Ernő            |                        |                         |                |
| 1964 | -                      |                        |                         |                |
| 1965 | Varga Zoltán           |                        |                         |                |
| 1966 | Hegyi Lajos            |                        |                         |                |
| 1967 | Simon László           |                        |                         |                |
| 1968 | Huszka Ernőné          | Madas László           |                         |                |
| 1969 | Csekő Árpád            | Ronyecz József         |                         |                |
| 1970 | Wiedemann László       | Nagy János             |                         |                |
| 1971 | Lang Jánosné           | Holics László          |                         |                |
| 1972 | Bánkuti Sándor         | Bellay László          |                         |                |
| 1973 | Cseh Géza              | Kovács László          |                         |                |
| 1974 | Kugler Sándorné        | Kunos András           |                         |                |
| 1975 | Dézsi Zoltánné         | Hargitai Sándor        |                         |                |
| 1976 | Nagy Mihály            | Horváth Margit         |                         |                |
| 1977 | Bakányi Márton         | Simai Margit           | Kuti István             |                |
| 1978 | Kiss Lajos             | Nagy Márton            | Mezei Mihály            |                |
| 1979 | Arany Tóth László      | Sinkó Pál              | Szekeres János          |                |
| 1980 | Moór Ágnes             | Zsúdel László          | Sebestyén Zoltán        |                |
| 1981 | Boros Dezső            | Tóth Eszter            | Samu Gyula              |                |
| 1982 | Páhán István           | Kiss Katalin           | Mravik Mihály           |                |
| 1983 | Kovács Mihály          | Szombati István        | Vitányos Sándor         |                |
| 1984 | Légrádi Imre           | Pintár Lajos           | Rónaszéki László        |                |
| 1985 | Kocsis Vilmos          | Vastagh György         | Orbán Dénes             |                |
| 1986 | Hidvégi Aladár         | Miskolczi Józsefné     | Smidéliusz Zsuzsa       |                |
| 1987 | Mascher Jenő           | Szerdi János           | Gergely Péter           |                |
| 1988 | Blészer Jenő           | Baranyi József         | Zátonyi Sándor, (dr.)   |                |
| 1989 | Németh Gyula           | Szucsán András         | Schreiner Mihály        |                |
| 1990 | Kertész Béla           | Mérei Mária            | Ősz György              |                |
| 1991 | Plósz Katalin          | Jurisits József        | Kerek Imréné            |                |
| 1992 | Skripeczky Gyula       | Péter Gyula            | Janóczki József         | Reiner Árpád   |
| 1993 | Márki Zay János        | Tóth László            |                         |                |
| 1994 | Kaszás Dezső           | Zsebők Jánosné         | Vida József             |                |
| 1995 | Gerő László            | Szegedi Ervin          | Juhász Nándor           |                |
| 1996 | Kiss Gyula             | Juhász Nándorné        | Szeder László           | Csajági Sándor |
| 1997 | Görbe László           | Szöllősi József        |                         |                |
| 1998 | Gyimesi Éva            | Kuti László            | Pákó Gyula              |                |
| 1999 | Bene József            | Borzásiné Kiss Aranka  | Lakó Ferenc             | Varga István   |
| 2000 | Lehoczki Pál           | Maráz Lászlóné         | Wald Gáspár             |                |
| 2001 | Bigus Imre             | Kiss Jenő              | Pápai Gyuláné           |                |
| 2002 | Kopcsa József          | Kotormán Mihály        | Varga Gáborné           |                |
| 2003 | Hóbor Sándor           | Kobzos Ferenc          | Megyeri István          |                |
| 2004 | Piláth Károly          | Fülöp Viktorné         | Horváthné Fazekas Erika |                |
| 2005 | Kiss Miklós            | Nyerges Gyula          | Wöller László           |                |
| 2006 | Pálovics Róbert        | Pál Zoltán             |                         |                |
| 2007 | Farkas László          | Varga István           |                         |                |
| 2008 | Zátonyi Sándor, (ifj.) | Szelecz László         |                         |                |
| 2009 | Härtlein Károly        | Lévainé Kovács Róza    |                         |                |
| 2010 | Honyek Gyula           | Kleizerné Kocsis Mária |                         |                |
| 2011 | Theisz György          | Krakó László           |                         |                |
| 2012 | Pántyáné Kuzder Mária  | Schwartz Katalin       |                         |                |
| 2013 | Lang Ágota             | Halász Tibor           |                         |                |
| 2014 | Ujvári Sándor          | Reszegi Miklós         |                         |                |
| 2015 | Nagy Tibor             | Szénási Istvánné       |                         |                |
| 2016 | Jendrék Miklós         | Pöheim Judit           |                         |                |
| 2017 | Seres István           | Szilágyiné Polgár Éva  |                         |                |
| 2018 | Győri István           | Ördögné Legény Sarolta |                         |                |
| 2019 | Moróné Tapody Éva      | Szabó Miklós           |                         |                |
| 2020 | Szabó László Attila    | Tóth Pál               |                         |                |
| 2021 | Sinkó Andrea           | Tóth Zsuzsanna         |                         |                |
| 2022 | Bekőné Wekszli Mária   | Kis Tamás              |                         |                |
| 2023 | Berecz János           | Horváth Norbert        |                         |                |
| 2024 | Rudolf Tamásné         | Szeidemann Ákos        |                         |                |